# Comuna Drahovo, Hust
Drahovo (în ucraineană Драгово) este o comună în raionul Hust, regiunea Transcarpatia, Ucraina, formată din satele Drahovo (reședința), Jovtneve, Kicerelî și Stanoveț.

## Demografie
Componența lingvistică a comunei Drahovo
     Ucraineană (99,39%)
     Alte limbi (0,6%)
Conform recensământului din 2001, majoritatea populației comunei Drahovo era vorbitoare de ucraineană (99,39%), existând în minoritate și vorbitori de alte limbi.